# 徐如珂
徐如珂（1562年—1626年），字季鳴，號念陽，直隶苏州府吴县（今属江苏省苏州市）人。明朝政治人物，萬曆乙未進士，官至南京工部右侍郎。

## 生平
万历二十二年（1594年）甲午科應天鄉試第二十七名舉人，萬曆二十三年（1595年）聯捷乙未科會試第二百七十八名，廷試二甲第四十七名进士。通政司觀政，二十四年十月授刑部江西司主事，二十七年升本部广东司员外郎，二十八年升浙江司郎中。万历二十八年，因主事谢廷赞疏请神宗早立太子，神宗震怒，刑部官员尽被贬斥。如珂降云南布政司添注照磨，三十六年奉恩詔起升湖广衡州府推官，丁母憂，未任。三十九年，復除河南府推官，四十一年升南京礼部祠祭司主事，次年升南京礼部郎中，四十六年改广东岭南道右参议，期间拒绝暹罗贡使所赠之犀角、象牙。
天启初年，任四川按察司川东兵备副使，镇压奢崇明同党樊龙，收复重庆、蔺州，三年，召为太仆寺添注少卿，四年，转通政司左通政，迁光禄寺卿管少卿事。天啟六年（1626年）九月，廷推南京工部右侍郎，因忤魏忠贤，被借故削籍。归里后不久即卒。

## 家族
曾祖徐政；祖徐言；父徐思仁。母劉氏。重庆下。
配史氏，封安人，生子：徐廷栋，娶杨氏，宫保杨成孙女，継娶尤氏，云南左布政尤锡类孙女。次子徐廷柱，娶汪氏，工部郎中汪起凤女。三子徐廷桢，娶顾氏，广东按察使顾起淹女。

## 著作
有《徐念陽公集》8卷、《望雲樓集》20卷。另有《攻渝諸將小傳》。